# Гаваші Олег Олодарович
Гаваші́ Оле́г Олода́рович (*24 листопада 1958, Мукачеве, Закарпатська область, Українська РСР, СРСР) — український політик, посол України у Словацькій Республіці (2010—2016), голова Закарпатської обласної державної адміністрації (2005—2010).
Державний службовець 1-го рангу.

## Життєпис
Народився 24 листопада 1958 року в Мукачевому, Закарпатська область.
1982 року закінчив Ужгородський державний університет, за фахом математик, викладач математики.
Працювати почав на освітній ниві у рідному місті. З 1976 по 1999 працював лаборантом, вихователем, учителем, заступником директора, директором школи, інспектором відділу народної освіти Мукачівської міської ради народних депутатів, завідувачем відділу освіти Мукачівської міської ради.

## У політиці
У 1999—2000 рр. — начальник управління освіти Закарпатської обласної державної адміністрації. У жовтні 2000 призначений на посаду заступника голови Закарпатської обласної державної адміністрації.
З квітня 2001 очолював Виноградівську районну державну адміністрацію. Відтак працював першим заступником голови, а з травня 2002 по червень 2003 року виконувачем обов'язків Мукачівського міського голови.
Протягом 2003—2005 рр. — помічник-консультант народного депутата України.
З лютого 2005 р. працює на посаді в. о. заступника голови обласної державної адміністрації. З березня цього ж року — заступник, а з травня — перший заступник голови облдержадміністрації. 7 жовтня 2005 Указом Президента України призначений головою Закарпатської обласної державної адміністрації.
Депутат обласної ради, член постійної комісії обласної ради з питань освіти, науки, культури, духовності, молодіжної політики і спорту.
Указом Президента України Віктора Януковича № 904/2010 призначений Надзвичайним і Повноважним Послом України в Словацькій Республіці.
3 червня 2016 звільнений з посади Надзвичайного і Повноважного Посла України в Словацькій Республіці. Звільнення Гаваші пов'язано з викриттям сигаретної контрабанди мікроавтобусом посольства  .

## Відзнаки і нагороди
За вагомий внесок у розвиток освіти і науки на Закарпатті удостоєний почесного звання «Заслужений працівник освіти України».
Нагороджений орденом «За заслуги» III ступеня.